# UIC大廈
UIC大廈（英語：UIC Building）是一棟位於新加坡珊頓道的摩天大樓，其全名為聯合工業有限公司大廈（英語：United Industrial Corporation Limited Building）。大廈於1973年完工，共40層樓，建築高度與文華大酒店二座、雪佛龍大廈同為152米（499英尺）。在1973年完工時與文華大酒店二座同為新加坡最高的建築物 ，然而僅過一年就被建築高度為162米（531英尺）的大華銀行大廈二座超越。

## 歷史
UIC大廈於1973年完工，建築風格以粗野主義為主。該建築於1986年重新裝修，在新的混凝土外牆立面上顯現粗野主義般的建築風格。
2007年，聯合工業有限公司將原非其擁有的21.2%UIC大廈股權全數收購，準備將其拆除，並在原地重建新大廈。新大廈名稱將定為珊頓道五號（V on Shenton），建築類型以住商混合為主，舊大樓則於2013年拆除完畢。

## 新建築
原UIC大廈舊址在聯合工業有限公司推動下重新改建為新大廈，新建築名稱為《珊頓道五號》，並於2017年完工。
珊頓道五號為一雙子星大廈，由24層樓的辦公室大廈與54層樓的公寓住宅大廈組成。公寓住宅大廈將設有一座游泳池、自助洗衣店、戶外島式廚房和體育館。大多數高層住宅單位可觀賞大海與城市等遠景。23層的辦公大樓預計不出售，而是暫時當作聯合工業有限公司投資計畫而保留。另外，大廈預計設置588個停車位空間。